# المنتاق (حجر)
'

تعديل مصدري - تعديل

المنتاق هي إحدى قرى عزلة الصداره بمديرية حجر التابعة لمحافظة حضرموت، بلغ تعداد سكانها 430 نسمة حسب تعداد اليمن لعام 2004.